# Wipeout HD
Wipeout HD (stylisé wipEout HD) est un jeu vidéo de course futuriste développé par Studio Liverpool et édité par Sony Computer Entertainment, sorti 2008 sur la console PlayStation 3. Un pack d'extension, WipEout HD Fury, implémente de nouveaux modes de jeux et circuits en juillet 2009. À l'origine édité en téléchargement, le jeu est également sorti dans une édition Blu-ray incluant l'extension Fury en octobre 2009.
Le jeu fait partie de la série Wipeout.
L'action se déroule en l'an 2206 et met en scène la ligue de course anti-gravité FX350, compétition qui constitue le terrain d'essai pour les pilotes passant de la catégorie FX300 (Pure) à celle, de classe mondiale, appelée FX400 (Pulse).
Wipeout HD et Wipeout HD Fury sont également disponibles en dlc avec Wipeout2048 sur PlaystationVita.

## Système de jeu
Le gameplay est fidèle aux précédents titres de la série Wipeout. Le joueur participe à des compétitions futuristes antigrav aux commandes d'un aérodyne qui « flotte » à quelques centimètres au-dessus de la piste. Le joueur doit battre le temps ou les autres dans des épreuves qui mixent l'art du pilotage et l'art du combat. Le contenu est essentiellement tiré des épisodes Pure (2005) et Pulse (2007), disponibles sur la console portable PSP.
Le pilotage appelle la maîtrise de techniques particulières : les aérofreins, qui facilitent les manœuvres en virage serré, le tonneau, une voltige qui génère une accélération soudaine à la réception, et le déplacement latéral, une manœuvre d'évitement d'urgence.
Sur console Playstation 3, le contrôle de la direction et/ou la tenue d'assiette peut être assuré avec le système Sixaxis de détection de mouvement de la manette (plutôt qu'au stick analogique ou la croix directionnelle).
Sur Playstation Vita, des fonctionnalités tactiles ont été ajoutées.
Une nouvelle fonction, l'assistance au pilotage, simplifie le maniement du vaisseau pour les joueurs débutants.
Les circuits présentent des modalités fantaisistes caractéristiques de la série (dénivelés vertigineux, portions à technologie « MagLock », virages en lacets, en épingles, tunnels, tremplins, vrilles, inclinaisons, inversions, etc). La piste est généralement bordés de murets qui préviennent des sorties de pistes (sauf en cas d'envolée non contrôlée). Elle présente des pavés de vitesse et des pavés d'armement, qui, survolés, génèrent une accélération temporaire du vaisseau, et l'équipe d'une arme (roquettes, missile à tête chercheuse, canon, plasma, mines, bombe, faisceau sangsue, séisme) ou d'un bonus (pilote automatique, bouclier, turbo). Le vaisseau dispose d'une jauge d'énergie limitée : sa destruction est synonyme d'abandon ou de perte de temps selon l'épreuve. L'absorption des armes et bonus permet de reconstituer une partie de la jauge.

### Modes de jeux
Wipeout HD propose cinq types d'épreuves dans sa version de base : Course unique, Tournoi, Contre-la-montre, Tour rapide et Zone. Le pack Fury implémente les épreuves Combat Zone, Detonator et Eliminator. Trois modes de jeu sont proposés : le mode Campagne, constitués de 87 compétitions en solo réparties sur 8 divisions, le mode Racebox, qui permet de personnaliser les compétitions et propose un mode deux joueurs en écran partagé, et le mode En ligne, qui permet à 8 joueurs de s'affronter dans des compétitions en ligne. Le pack Fury ajoute une nouvelle Campagne de 80 compétitions.
Le challenge est défini par quatre catégories de vitesse, de 450 km/h à près de 800 km/h de vitesse de pointe (Venom, Flash, Rapier et Phantom), et trois niveaux de difficulté dans le mode Campagne. L'épreuve Zone est réputée pour ses vitesses vertigineuses, avec des engins capables d'atteindre la vitesse du son.
Le jeu propose des classements en ligne et supporte les trophées.

### Écuries et circuits
Wipeout HD propose douze écuries avec leur vaisseaux respectifs : AG Systems, Assegai, Auricom, EG-X, Feisar, Goteki 45, Harimau, Icaras, Mirage, Piranha, Qirex et  Triakis. Les véhicules disposent de caractéristiques propres (vitesse, accélération, stabilité et bouclier) et chacun présente plusieurs apparences. Le pack Fury implémente une version améliorée de chaque véhicule, avec un nouveau carénage et trois nouveaux habillages.
La classe FX350 comprend des circuits de l'île artificielle de Makana et d'autres du monde entier, intégrant la technologie MagLock. Le jeu inclut de base huit circuits : Anulpha Pass, Chenghou Project, Metropia, Moa Therma, Sebenco Climb, Sol 2, Vineta K et Übermall. Les tracés sont jouables dans toutes les épreuves et sont disponibles en mode inversé. Le pack Fury ajoute huit nouveaux circuits : The Amphiseum, Modesto Heights, Talon's Junction, Tech De Ra, Corridon 12, Mallavol, Pro Tozo et Syncopia. Les quatre derniers, uniquement jouables en sens unique, sont dédiés aux modes Zone, Combat Zone et Detonator.

## Réalisation
| Liste des musiques |
| --- |
| Wipeout HD 1. Booka Shade : Steady Rush 2. DJ Fresh : X-Project (100% Pure mix) 3. Ed Rush, Optical & Matrix : Frontline 4. Kraftwerk : Aerodynamik (Special mix) 5. Mason : Exceeder (Special mix) 6. MIST : Smart Systems 7. MoveYa! & Steve Lavers : Chemical 8. Noisia : Seven Stitches 9. Stanton Warriors : Tokyo Wipeout HD Fury 1. The Crystal Method : Acetone 2. Gingy : Swagger 3. Noisia : Machine Gun 4. Sandy Lobban : Magneticism 5. Spector : Just Hiss 6. The Touch : Le Night Dominator 7. Two Fingers : Marmite |

Les graphismes présentent une résolution native en 1080p et sont animés à 60 images par seconde. Dans les épreuves Zone, Combat Zone et Detonator, les environnements présentent un style épuré où les textures réalistes laissent place à des aplats de couleurs abstraits et dynamiques, modulés par le rythme de la musique. Le jeu inclut un mode Photo qui permet de prendre des clichés de la course et de les enregistrer sur le disque dur de la console.
La bande son comprend neuf pistes musicales sous licence (seize avec la pack Fury), créées par des artistes de la scène électronique, comme Booka Shade, Kraftwerk, Mason ou Noisia. Les musiques, destinées à renforcer les sensations de jeu, sont choisis pour leur caractère stimulant et leur impact immédiat, s'intégrant au format particulier des courses (qui n'excèdent généralement pas deux minutes). Les compositeurs ont parfois accepté de remixer ou de modifier leur morceaux pour les besoins du jeu. Une option permet de créer sa propre sélection musicale à partir des morceaux stockées sur le disque dur de la console.
Sur Playstation Vita, l'intégralité des graphismes et de la bande-son a été remasterisée pour bénéficier des capacités technique de la machine.

## Développement
Wipeout HD est le premier titre de la série développé sur la console PlayStation 3 et le deuxième jeu des anglais de SCE Studio Liverpool sur la machine. Le responsable du projet est Tony Buckley.
Le lancement est repoussé du printemps à l'automne 2008. La première version n'a pas satisfait aux « tests anti-épilepsie » menés par l'éditeur. La version finale présente un mode Zone aux effets visuels moins extravagants.
- Studio Director : Clemens Wangenn
- Game Director : Tony Buckley
- Technical Director : Dave Burrows
- Lead Programmer : Matt Brooks, Stephen Taylor (Fury)
- Graphics Engine : Chris Roberts
- Lead Designer : Colin Berry, Karl Jones (Fury)
- Art Director : Colin Fawcett, Marcus Tanner (Fury)
- Lead Artist : Garvan Gorbett
- Graphics Group Lead : Lee Carus

## Commercialisation
| Média                | Note       |
| -------------------- | ---------- |
| 1UP.com              | A          |
| Edge                 | 8 sur 10   |
| Eurogamer            | 9 sur 10   |
| Gamekult             | 8 sur 10   |
| IGN                  | 9 sur 10   |
| Jeuxvideo.com        | 16 sur 20  |
| Compilation de notes |            |
| GameRankings         | 87 sur 100 |
| Metacritic           | 87 sur 100 |

Wipeout HD est commercialisé en téléchargement sur le PlayStation Network en septembre et octobre 2008 sur les principaux marchés mondiaux  (17,99 €). Le pack d'extension Wipeout HD Fury est commercialisé en juillet 2009 (9,99 €).
À la suite du piratage du Playstation Network, Sony a décidé de rendre le jeu et son extension téléchargeable gratuitement à travers le pack Welcome Back (choix de 2 jeux parmi 5).
Le jeu obtient une note moyenne de 87 % dans les médias spécialisés anglophones.